# تیم ملی بسکتبال صربستان و مونته نگرو
تیم ملی بسکتبال صربستان و مونته نگرو، همچنین به عنوان تیم ملی بسکتبال یوگسلاوی شناخته می‌شود، از سال ۲۰۰۶ تا ۱۹۹۳ نماینده صربستان و مونته‌نگرو در بازی‌های بین‌المللی بسکتبال بود. این تیم توسط فدراسیون بسکتبال صربستان و مونته‌نگرو اداره می‌شد.

## تاریخچه
پس از فروپاشی یوگسلاوی، در سال ۱۹۹۲–۱۹۹۱، تیم ملی بسکتبال یوگسلاوی منحل شد. بوسنی و هرزگوین (بوسنی و هرزگوین)، کرواسی (کرواسی)، مقدونیه شمالی (مقدونیه شمالی) و اسلوونی (اسلوونی) سپس تیم‌های ورزشی خود را تشکیل دادند. در حالی که یوگسلاوی آن زمان باقیمانده و کوچکتر (در ابتدا با عنوان صربستان و مونته‌نگرو شناخته می‌شد تیم ملی خود را تشکیل می‌داد.
این تیم در ابتدا از سال ۲۰۰۳ تا ۱۹۹۲ یا بعد از نام این کشور در آن زمان یا «تیم ملی بسکتبال یوگسلاوی» نامگذاری شد. در سال ۲۰۰۳، پس از تغییر نام این کشور از یوگسلاوی به صربستان و مونته نگرو، این تیم همچنین به «تیم ملی بسکتبال صربستان و مونته نگرو» تغییر نام داد. پس از تقسیم صربستان و مونته نگرو، در سال ۲۰۰۶ و تبدیل شدن به کشورهای مستقل صربستان و مونته‌نگرو، هر یک تیم‌های ملی خود را تشکیل دادند. اولین حضور تیم ملی بسکتبال صربستان در رقابت‌های مهم در مسابقات قهرمانی اروپا ۲۰۰۷ بود. در حالی که اولین حضور تیم ملی بسکتبال مونته‌نگرو در یک رویداد مهم در مسابقات قهرمانی اروپا ۲۰۱۱ بود.

### اسمها
- تیم ملی بسکتبال فدرال یوگسلاوی: ۲۰۰۳–۱۹۹۲
- تیم ملی بسکتبال صربستان و مونته‌نگرو: ۲۰۰۶–۲۰۰۳

## تیم‌های جانشین
- یوگسلاوی
- صربستان
- مونته‌نگرو